# Музейна кімната «Робочий кабінет Василя Симоненка»
Музейна кімната «Робочий кабінет Василя Симоненка» - присвячена життю і творчості українського поета Василя Андрійовича Симоненка. Розміщена в приміщенні редакції газети «Черкаський край» (колишня "Черкаська правда"), де він працював у місті Черкасах з липня 1957 р. по березень 1960 р.  
Є відділом Черкаський обласний краєзнавчий музей.

## Історія
.Музейну кімнату було відкрито 8 січня 1998 року за рішенням Черкаської обласної державної адміністрації від 24 лютого 1997 року.
Експозиція розмістилась у коридорі та в колишньому кабінеті Василя Симоненка і розповідає про життєвий шлях та творчість поета і журналіста. Тут представлені фотографії, документи, листи, які він одержував і писав дописувачам, працюючи у відділі листів.
Експонуються також особисті речі поета, рукописи його творів, записник з робочими нотатками, заява про вступ до спілки письменників України, та фотографії, зроблені І. Ф. Осадчим, колегою-фотографом. В окремих вітринах виставлені твори В. Симоненка як мовою оригіналів, так і переклади. Тут також зібрані спогади про поета, його друзів та однодумців.
У музеї є особисті речі Василя Симоненка, передані його матір'ю — плащ, капелюх, ручка, книги. Тут же відтворено сам робочий кабінет, де представлені меморіальні предмети, якими користувався молодий журналіст, працюючи в редакції.

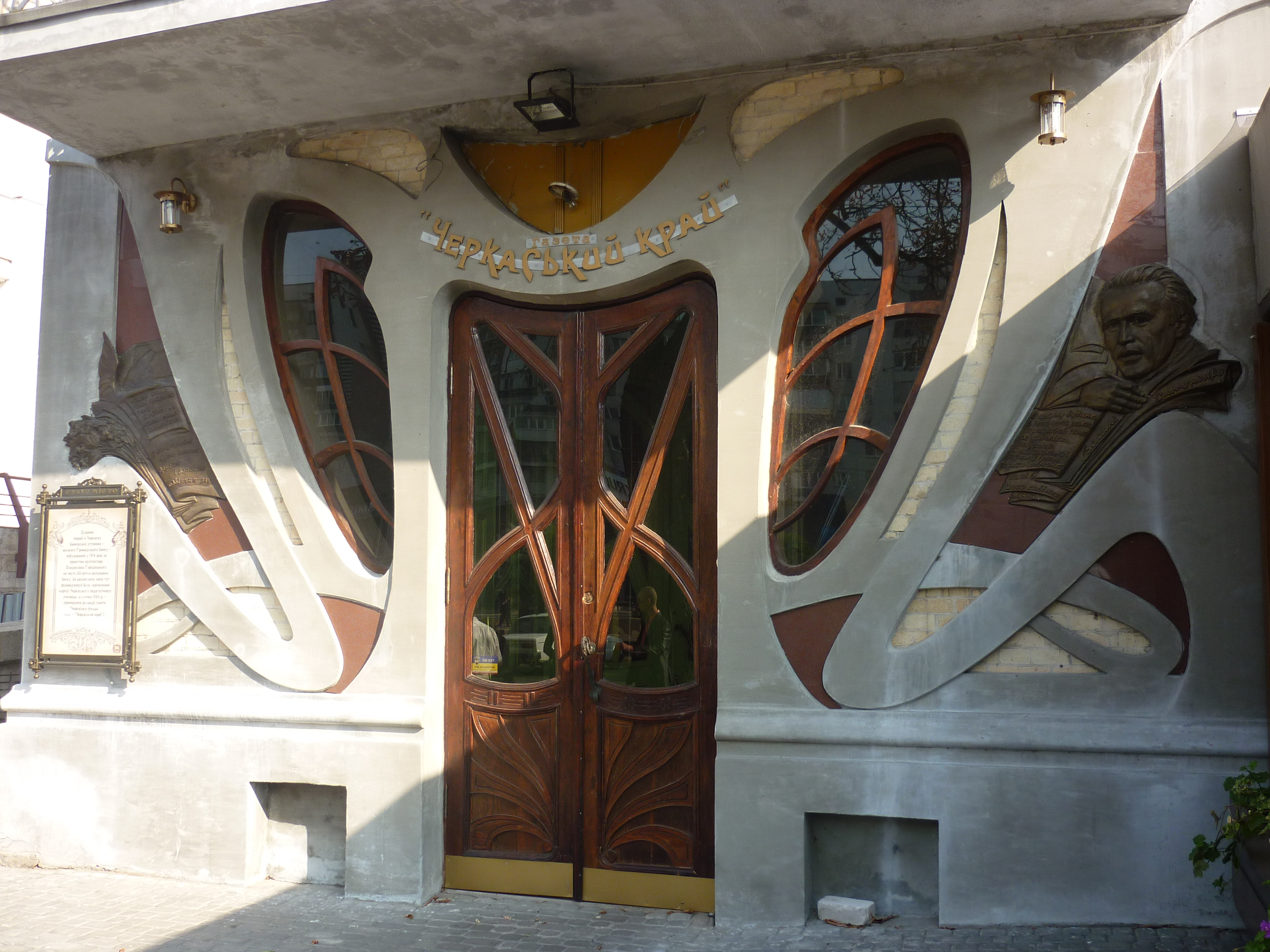
Перед входом встановлено пам'ятні дошки
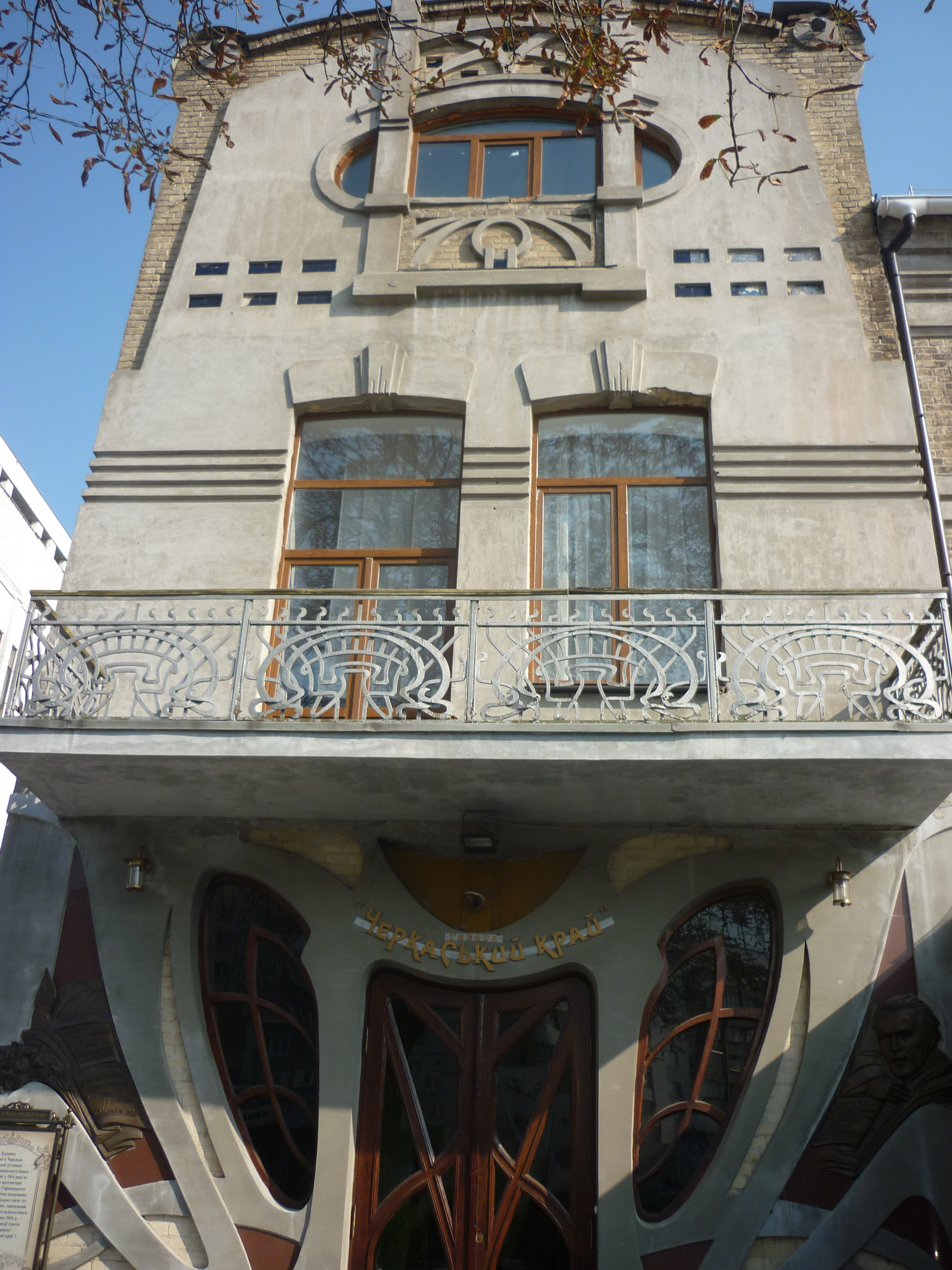
Фасад головного входу